# Charles-François Combe
Ne doit pas être confondu avec Charles Combes.
Pour les articles homonymes, voir Combe (homonymie).
Charles-François Combe né à Dieulefit le 16 juillet 1828 où il est mort le 6 septembre 1877, est un peintre décorateur et aquafortiste français, qui illustra des ouvrages de félibres provençaux.

## Biographie

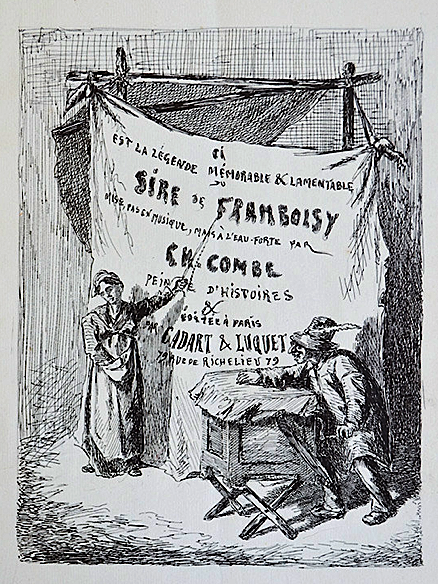
Légende lamentable et mémorable du Sire de Framboizy, dessin à la plume pour la Société des aquafortistes.

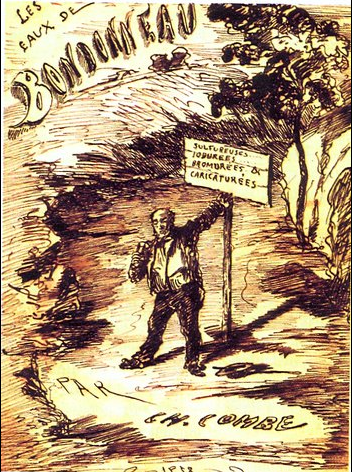
Les eaux de Bondonneau, couverture d'un des « albums pour rire » (1858) montrant le trait et l'humour de cet artiste.

Né à Dieulefit en 1828, Charles-François Combe est envoyé à Paris en 1851 pour suivre les cours de l’école de Droit, dans le Quartier-Latin, mais sa fréquentation des artistes le détourne de ses études.
Il commence sa carrière artistique à Paris en 1855 en publiant des dessins dans les Albums pour rire.
Début 1864, il illustre les recueils du théâtre de Molière publiés à Lyon chez Scheuring.
Entre la fin 1864 et janvier 1865, la Société des aquafortistes, dont il était membre, publie deux de ses gravures, Chasseur regardant rôtir son gibier et Au village ; il devait produire également une suite de douze eaux-fortes intitulée La légende mémorable et lamentable du sire de Framboisy mais n'en conçut que les dessins [on ignore si la gravure et le tirage se firent].
C'est à cette époque qu'il rencontre l'industriel lyonnais Antonin Duval (1823-1887) qui tente de le faire connaître auprès de la société aisée du sud-est de la France mais aussi sur Paris : les deux hommes devinrent amis et Antonin son mécène.
En 1868, il illustre de plusieurs dessins Lou Mege de Cucugnan. Lou Colera de Joseph Roumanille paru chez Albert Lacroix, Verboekhoven et Cie : le texte en français est en regard du texte provençal ; « Lou Mege » est traduit par Alphonse Daudet, et « Lou Coléra » par Cadet-la-Scie. Cette même année, il produit pas moins de 127 dessins pour Gaspard de la nuit, fantaisie à la manière de Rembrandt et de Callot de Charles Asselineau, luxueuse édition produite par René Pincebourde comportant un frontispice de Félicien Rops.
On compte encore le recueil Lis entarro-chin : galejado boulegarello du même Joseph Roumanille, comportant seize estampes de Combe et publié à Dieulefit vers 1874.
Redécouvert au début des années 1980, cet artiste polyvalent a longtemps été oublié : sa vie relativement brève — il meurt en 1877 à Dieulefit —, son attachement profond à sa Drôme natale, à la culture provençale, aux fondateurs du Félibrige, son goût pour le modelage, le maintiennent loin de Paris où pourtant, la mode est à la poésie occitane dès la fin des années 1860. Ces faits n'ont pas permis d'apprécier en son temps ses dessins et planches pleines de verve, de fantaisie et de gaieté, ainsi que ses sculptures en terre cuite.
En 2005, la commune de Dieulefit a lancé une opération de sauvetage de peintures murales exécutées par Combe dans une demeure bourgeoise, près du lieu-dit de Chamonix, ayant appartenu à l'industriel soyeux Charles Noyer (1836-1906).